# Offenes Gewässer
Offenes Gewässer und geschlossenes Gewässer sind Begriffe aus dem deutschen Fischereirecht. Sie regeln die Frage des Besitzes an Fischen und das Recht zum Fischen an einem bestimmten Gewässer. Das deutsche Fischereirecht ist durch Landesrecht geregelt. Der Begriff des offenen oder des geschlossenen Gewässers wird dabei nur in einigen Landesfischereigesetzen verwendet.

## Bürgerliches Gesetzbuch
Der § 960 des Bürgerliches Gesetzbuchs legt fest: „(1) Wilde Tiere sind herrenlos, solange sie sich in der Freiheit befinden. Wilde Tiere in Tiergärten und Fische in Teichen oder anderen geschlossenen Privatgewässern sind nicht herrenlos.“ Das hat zur Folge, dass derjenige, der in einem solchen Gewässer unbefugt fischt, sich nicht der Fischwilderei nach § 293 Strafgesetzbuch schuldig macht, sondern einen Diebstahl begeht. Ein geschlossenes Gewässer in diesem Sinne (Zivilrecht) ist aber nicht zwingend gleichbedeutend mit einem geschlossenen Gewässer im Sinne des Fischereirechts. Ein zivilrechtlich geschlossenes Gewässer besteht nur dann, wenn das Gewässer nur einen Eigentümer hat. Es ist ansonsten unabhängig von der Größe, der Natürlichkeit oder der besonderen baulichen Form des Gewässers. Geschlossene Gewässer im Sinne des Zivilrechts sind in ähnlicher Form bereits im § 176 des Allgemeinen Landrechts für die Preußischen Staaten von 1794 definiert.

## Fischereirecht
Im Fischereirecht ist der Begriff etwas anders definiert. In einigen Landesfischereigesetzen sind geschlossene Gewässer Fischteiche, Angelteiche oder andere künstlich angelegte Stillgewässer ohne Verbindung zu einem anderen (offenen) Gewässer. Wichtig ist, dass geschlossene Gewässer gegenüber anderen Gewässern gegenüber einem Wechsel von Fischen abgesperrt sein müssen. Alle anderen Gewässer sind offene Gewässer (im Bayerischen Fischereigesetz: „nicht geschlossene Gewässer“). Ein fischereirechtlich offenes Gewässer kann zivilrechtlich geschlossen sein.
„Fische“ im Sinne des Fischereirechts sind dabei auch Neunaugen, Muscheln (Großmuscheln: Fluss- und Teichmuscheln sowie Flussperlmuscheln) und Krebse (Flusskrebse).
Geschlossene Gewässer nach Fischereirecht sind, je nach landesgesetzlicher Regelung, von bestimmten Vorschriften ausgenommen, die für offene Gewässer gelten. Dies betrifft etwa die Pflicht zur Hege oder die Erteilung von Fischereirechten und -befugnissen. Neben dem Bayrischen Fischereigesetz sind geschlossene Gewässer erwähnt im Saarländischen Fischereigesetz, im Landesfischereigesetz Rheinland-Pfalz und im Fischereigesetz für das Land Schleswig-Holstein. In den übrigen Landesfischereigesetzen finden sich meist inhaltlich entsprechende Regelungen, ohne dass dafür die Begriffe offenes oder geschlossenes Gewässer verwendet werden.